# Вороновський Геннадій Петрович
Геннадій Петрович Вороновський (нар. 6 липня 1924, село Амосово, тепер Опочецького району Псковської області, Російська Федерація) — радянський державний діяч, міністр електротехнічної промисловості СРСР. Кандидат у члени ЦК КПРС у 1986—1989 роках.

## Життєпис
Народився в селянській родині.
У 1942—1945 роках — у Радянській армії, учасник німецько-радянської війни. Служив командиром відділення гвардійського стрілецького полку Ленінградського фронту.
У 1951 році закінчив Ленінградський політехнічний іннститут імені Калініна.
У 1951—1955 роках — майстер, старший майстер, у 1955—1961 роках — заступник начальника і начальник цеху гідрогенераторів Ленінградського заводу «Електросила».
Член КПРС з 1955 року.
У 1961—1965 роках — начальник виробництва, начальник електромашинобудівного об'єднання заводу «Електросила» в Ленінграді.
У 1965—1967 роках — начальник Головного управління із виробництва турбогенераторів, гідрогенераторів і великих електричних машин, член колегії міністерства електротехнічної промисловості СРСР.
У 1967—1982 роках — заступник міністра, в 1982 — 7 травня 1985 року — 1-й заступник міністра електротехнічної промисловості СРСР.
7 травня 1985 — 18 липня 1986 року — міністр електротехнічної промисловості СРСР.
З липня 1986 року — персональний пенсіонер союзного значення в Москві.

## Нагороди і звання
- орден Леніна
- орден Жовтневої Революції
- орден Вітчизняної війни І ст.
- два ордени Трудового Червоного Прапора
- медаль «За оборону Ленінграда»
- медаль «За відвагу»
- медаль «За перемогу над Німеччиною у Великій Вітчизняній війні 1941—1945 рр.»
- медаль «Ветеран праці»
- медалі
- Державна премія СРСР (1979)